# Plessy contra Ferguson
El cas Plessy contra Ferguson, 163 US 537 (1896), va ser una important decisió del Tribunal Suprem dels Estats Units que va confirmar la constitucionalitat de les lleis de segregació racial per a instal·lacions públiques sempre que les instal·lacions segregades fossin iguals de qualitat, una doctrina que va arribar a ser coneguda com "separats però iguals". La decisió va legitimar les moltes lleis estatals que restablien la segregació racial que s'havia aprovat al Sud dels Estats Units després de la fi de la reconstrucció (1865-1877).
La decisió va comportar un cas que es va originar el 1892 quan Homer Plessy, un octoroon (persona d'ascendent de set vuitens de blanc i un vuitè de negre) resident a Nova Orleans, que va violar deliberadament la Llei de cotxes separats de Louisiana del 1890, exigia "igualtat, però separats" en l'allotjament en cotxes de tren per a passatgers blancs i no blancs. En ser acusat, els advocats de Plessy el van defensar argumentant que la llei era inconstitucional. Va perdre en el judici i es va afirmar la seva condemna en la seva demanda al Tribunal Suprem de Louisiana. Finalment, Plessy va recórrer al Tribunal Suprem dels Estats Units, que va acordar escoltar el seu cas.
Al maig de 1896, el Tribunal Suprem va dictar una decisió de 7 a 1 contra la decisió de Plessy; establint així que la llei de Louisiana no violava la Catorzena esmena de la Constitució dels Estats Units, afirmant que tot i que la Catorzena Esmena establia la igualtat legal dels nord-americans blancs i negres, no es podia exigir l'eliminació de totes les "distincions" socials o altres basades en el color. La Cort va rebutjar els arguments dels advocats de Plessy segons els quals la llei de Louisiana implicava de manera inherent que els negres eren inferiors i va donar una gran deferència al poder inherent dels legisladors dels Estats nord-americans de fer lleis que regulessin la salut, la seguretat i la moral — el "poder policial" — i determinar la raonabilitat de les lleis que van aprovar. El jutge John Marshall Harlan va ser l'únic dissident de la decisió del Tribunal, escrivint que la Constitució dels Estats Units "és daltònica i no coneix ni tolera les classes entre els ciutadans", per la qual cosa la llei hauria d'haver estat considerada inconstitucional.
Plessy és considerada com una de les pitjors decisions de la història del Tribunal Suprem dels Estats Units. Malgrat la seva infàmia, la decisió en si mateixa mai no ha estat rebutjada explícitament.. Tanmateix, una sèrie de decisions posteriors a partir del cas 1954 de Brown contra el Consell d'Educació va afirmar que la doctrina "separats però iguals" és inconstitucional en el context de les escoles públiques i els equipaments educatius debilitant greument Plessy fins al punt que es considera que ha estat anul·lada de facto.